# Borjani

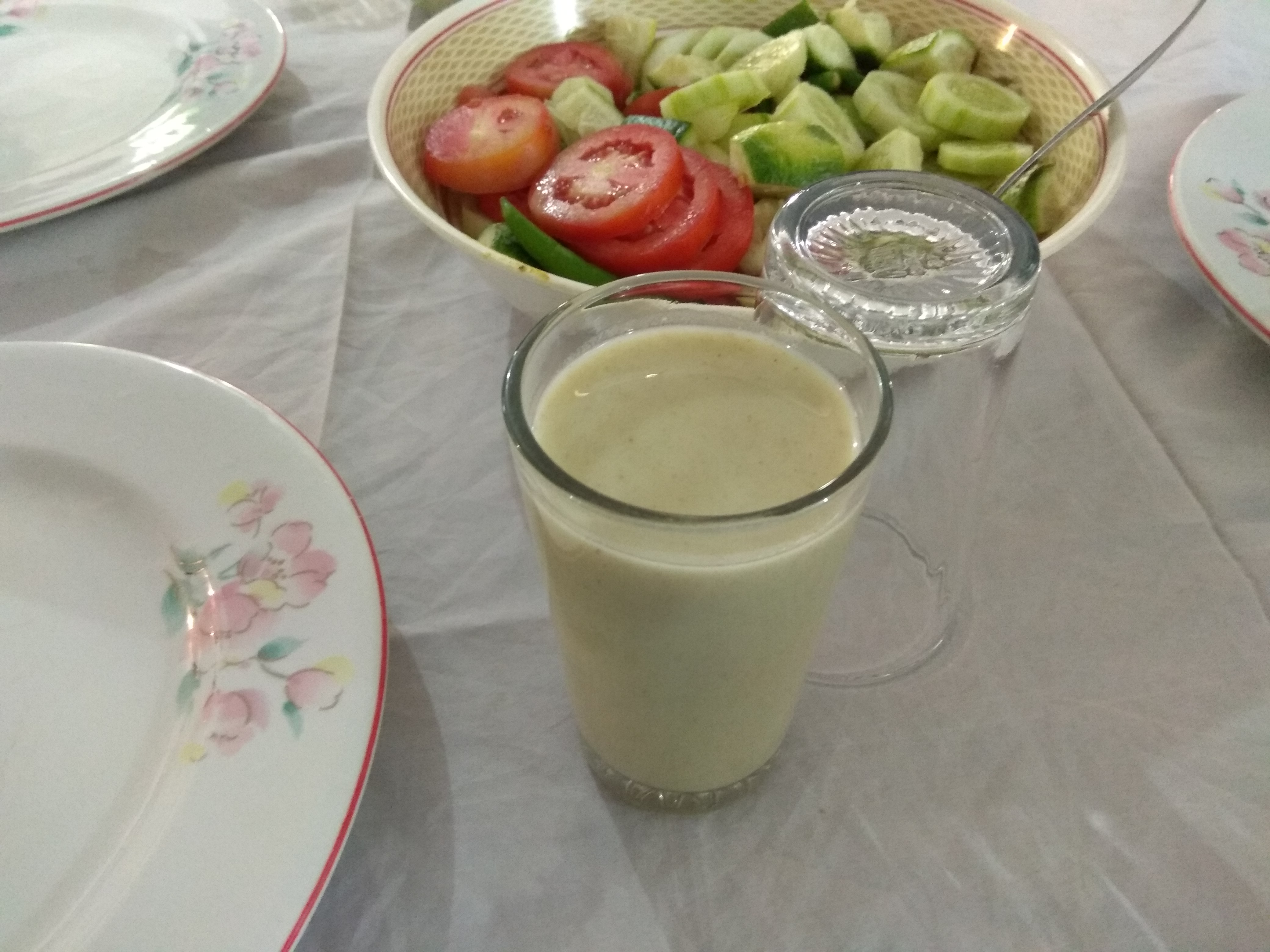
Un vaso de Borjani en una ceremonia de boda en Daca, Bangladés.

Borjani, (bengalí: বোরহানী) es una bebida tradicional tipo yogur de Bangladés. Borjani está hecho con Doi agrio, cilantro y menta. Algunas personas lo consideran un tipo de lassi. Se consume muy comúnmente en las regiones de Daca y Chittagong de Bangladés, donde se bebe en eventos especiales como ceremonias de bodas y reuniones de iftar en Ramadán. Normalmente se toma después de comidas pesadas como biryani y pilaf para ayudar a la digestión, Pero además hay borjani aperitivo también.

## Etimología
Se desconoce el origen del nombre. Como sea, es más probable que la palabra provenga de la palabra árabe, burhan (árabe: برهان), que significa "prueba".